# Лук красненький
Лук красненький (лат. Allium rubellum) — многолетнее травянистое растение, вид рода Лук (Allium) семейства Луковые (Alliaceae).

## Распространение и экология
В природе ареал вида охватывает Кавказа, Средний Восток и Среднюю Азию.
Произрастает на сухих склонах.

## Ботаническое описание

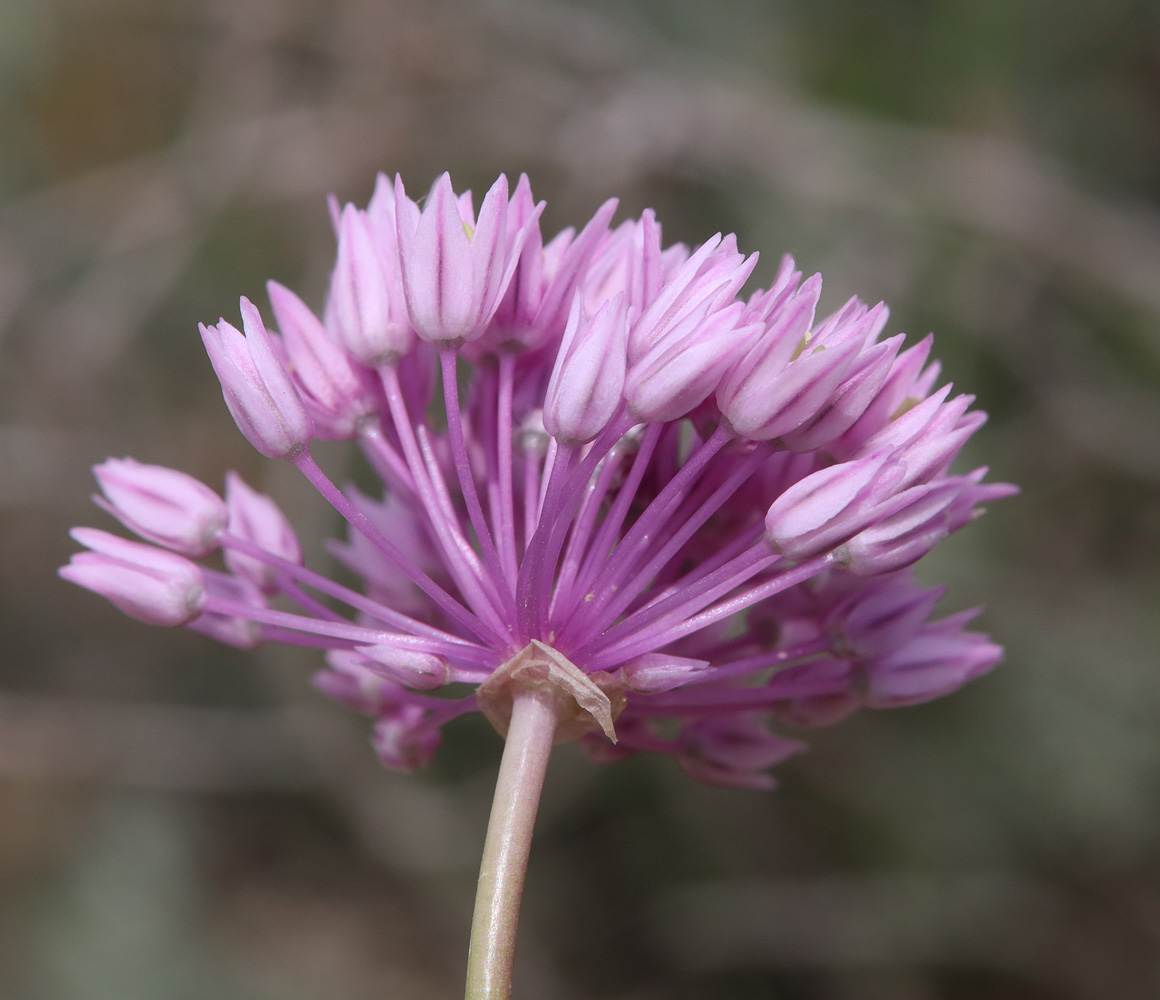
Верхушка побега Allium rubellum с соцветием

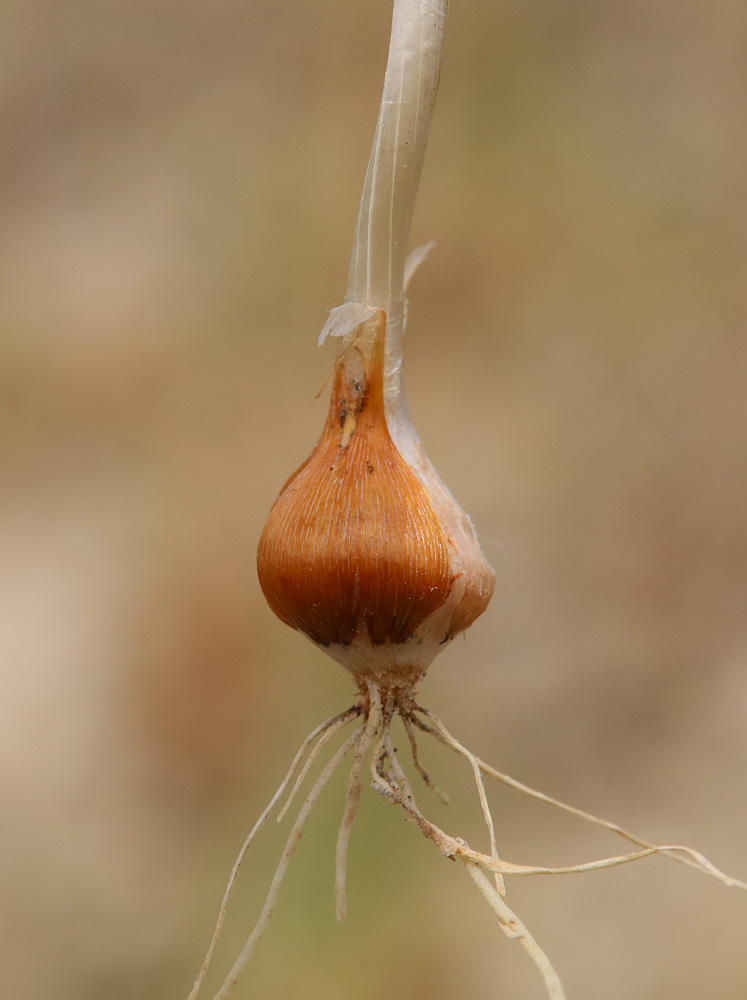
Луковица

Луковица яйцевидная, диаметром 1 см, наружные оболочки бурые, кожистые, раскалывающиеся, с сильными, почти сетчатыми, жилками. Луковички немногочисленные, крупные, крылатые, желтоватые, с тонкими жилками. Стебель одиночный, иногда в числе двух, высотой 15—40 см, при основании или на четверть одетый сближенными, гладкими влагалищами листьев.
Листья в числе трёх—четырёх, шириной 1—2 м, полуцилиндрические, желобчатые, дудчатые, гладкие или реже по краю шероховатые, обычно короче стебля.
Чехол немного короче зонтика, с носиком немного короче основания чехла, кругом отрывающийся, рано опадающий. Зонтик коробочконосный, полушаровидный или почти шаровидный, густой, многоцветковый. Цветоножки почти равные, в 2—3 раза длиннее околоцветника, без прицветников. Листочки широко-колокольчатого при основании пупочковидного околоцветника розовые, с пурпурной жилкой, продолговатые или чаще продолговато-ланцетные, длиной 4—5 мм, оттянутые, острые или туповатые, наружные немного шире и короче внутренних. Нити тычинок на четверть или в половину короче листочков околоцветника, на четверть между собой и с околоцветником сросшиеся, цельные, наружные узкотреугольные, внутренние треугольные. Столбик не выдается из околоцветника.
Коробочка немного короче околоцветника.

## Таксономия
Вид Лук красненький входит в род Лук (Allium) семейства Луковые (Alliaceae) порядка Спаржецветные (Asparagales).
|  |                                      |  |                                                             |                                                             |                   |  | ещё 24 семейства (согласно Системе APG II) | ещё 24 семейства (согласно Системе APG II) |                     |  |  |  | ещё более 870 видов |
|  |                                      |  |                                                             |                                                             |                   |  | ещё 24 семейства (согласно Системе APG II) | ещё 24 семейства (согласно Системе APG II) |                     |  |  |  | ещё более 870 видов |
|  |                                      |  |                                                             | порядок Спаржецветные                                       |                   |  |                                            |                                            | род Лук             |  |  |  |                     |
|  |                                      |  |                                                             | порядок Спаржецветные                                       |                   |  |                                            |                                            | род Лук             |  |  |  |                     |
|  | отдел Цветковые, или Покрытосеменные |  |                                                             |                                                             | семейство Луковые |  |                                            |                                            | вид Лук красненький |  |  |  |                     |
|  | отдел Цветковые, или Покрытосеменные |  |                                                             |                                                             | семейство Луковые |  |                                            |                                            |                     |  |  |  |                     |
|  |                                      |  | ещё 44 порядка цветковых растений (согласно Системе APG II) | ещё 44 порядка цветковых растений (согласно Системе APG II) |                   |  |                                            | ещё около 300 родов                        | ещё около 300 родов |  |  |  |                     |
|  |                                      |  |                                                             | ещё 44 порядка цветковых растений (согласно Системе APG II) |                   |  |                                            |                                            | ещё около 300 родов |  |  |  |                     |